# Emmanuel Benedict Rollier
Emmanuel Benedict Rollier (Sint-Amands, 3 december 1769 – Willebroek, 23 mei 1851) was een leider van de opstandelingen tijdens de Boerenkrijg die in 1798 in België plaatsvond.

## Biografie
Rollier behoorde tot een van de invloedrijke families uit het Land van Dendermonde. Zijn vader, de zoutzieder Pieter Johannes Rollier, was tijdens het ancien régime baljuw en burgemeester van Sint-Amands. Emmanuel werd in 1792 handelaar in Oostende. Toen deze stad door de Engelsen beschoten werd, keerde hij naar zijn geboortegrond terug. Hier nam hij samen met zijn broer Juliaan het voortouw in de opstand tegen de Fransen. In 1796 vestigde hij zich in Willebroek, waar hij ook huwde voor de kerk met de 48-jarige Isabella van den Bogaert (met wie hij pas in 1802 voor de wet zou huwen).
Op 17 oktober 1798 werd in Bornem de stormklok geluid, wat het begin van de Boerenkrijg aangaf. Hierbij werd Emmanuel als leider van 3000 brigands in Willebroek aangeduid. Op 20 oktober vertrok hij met een groep strijders uit Bornem. Eerst kwamen ze bij het Fort Sint-Margriet, bij de samenstroom van de Schelde en de Rupel. Dit was al in handen van de boeren. Op 21 oktober vestigde hij zijn hoofdkwartier in Dendermonde. Op 23 oktober trok hij verder naar Gent. In Zele werden ze echter opgewacht door de Fransen, waarop ze terug moesten keren. Na hevige beschietingen door de Fransen was de opstand in Klein-Brabant op 5 november voorbij. Hierbij ging Bornem op 5 november volledig in vlammen op. De vernieling van Sint-Amands kon net op tijd vermeden worden.

## In populaire cultuur
- Emmanuel Benedict Rollier wordt vermeld in het lied Voor outer en heerd.
- In de stripreeks Bakelandt wordt Rollier verschillende keren genoemd.